# Bataillon autonome de tirailleurs sénégalais
 (janvier 2015).
Les bataillons autonomes de tirailleurs sénégalais (BATS), créés en avril-mai 1940, sont engagés :
- sur le front Nord-Est ; 17e (secteurs de Salbris puis Vierzon lors du repli des troupes sur la Loire et le Cher), 19e et 22e BATS

- à la défense du littoral méditerranéen ; 13e, 14e BATS (région de Voreppe).

Quatre bataillons de tirailleurs sénégalais de renfort deviennent des BATS le 16 juin, les 63e, 64e, 66e et 67e BTS.